# Bathyraja scaphiops
Bathyraja scaphiops es una especie de pez de la familia de los Rajidae en el orden de los Rajiformes.

## Reproducción
Es ovíparo y las hembras ponen huevos envueltos en una cápsula córnea.

## Depredadores
En las islas Malvinas es depredado por Bathyraja griseocauda.

## Hábitat
Es un pez marino y de clima templado y demersal.

## Distribución geográfica
Se encuentra en el océano Atlántico suroccidental: desde el Uruguay hasta Argentina.

## Observaciones
Es inofensivo para los humanos.